# Митчелл (округ, Айова)
Ми́тчелл (англ. Mitchell County) — округ в США, штате Айова. На 2000 год численность населения составляла 10 872 человек. По оценке бюро переписи населения США в 2009 году население округа составляло 10 781 человек. Окружным центром является город Осейдж.

## История
Округ Митчелл был сформирован в 15 января 1851 года.

## География
Согласно данным Бюро переписи населения США площадь округа Митчелл составляет 1214 км².

### Основные шоссе
- Шоссе 218
- Автострада 9

### Соседние округа
- Мауэр, Миннесота  (север)
- Хауард  (восток)
- Флойд  (юг)
- Серро-Гордо  (юго-запад)
- Уэрт  (запад)

## Демография
По данным переписи населения 2000 года в округе проживало 10 872 жителей. Среди них 24,4 % составляли дети до 18 лет, 21,2 % люди возрастом более 65 лет. 50,6 % населения составляли женщины.
Национальный состав был следующим: 99,3 % белых, 0,2 % афроамериканцев, 0,1 % представителей коренных народов, 0,2 % азиатов, 0,8 % латиноамериканцев. 0,3 % населения являлись представителями двух или более рас.
Средний доход на душу населения в округе составлял $16809. 9,4 % населения имело доход ниже прожиточного минимума. Средний доход на домохозяйство составлял $46629.
Также 84,4 % взрослого населения имело законченное среднее образование, а 12,8 % имело высшее образование.